# Redaki (gromada)
Redaki – dawna gromada, czyli najmniejsza jednostka podziału terytorialnego Polskiej Rzeczypospolitej Ludowej w latach 1954–1972.
Gromady, z gromadzkimi radami narodowymi (GRN) jako organami władzy najniższego stopnia na wsi, funkcjonowały od reformy reorganizującej administrację wiejską przeprowadzonej jesienią 1954 do momentu ich zniesienia z dniem 1 stycznia 1973, tym samym wypierając organizację gminną w latach 1954–1972.
Gromadę Redaki z siedzibą GRN w Redakach utworzono – jako jedną z 8759 gromad na obszarze Polski – w powiecie suskim w woj. olsztyńskim na mocy uchwały nr 26 WRN w Olsztynie z dnia 4 października 1954. W skład jednostki wszedł obszar dotychczasowej gromady Babięty Wielkie ze zniesionej gminy Jędrychowo, obszar dotychczasowej gromady Czerwona Woda ze zniesionej gminy Klimy oraz obszar dotychczasowej gromady Redaki wraz z miejscowościami Falkowo i Ulnowo z dotychczasowej gromady Brusiny, miejscowością Chełmżyca z dotychczasowej gromady Chełmżyca, oraz miejscowościami Falknowo Małe i Falknowo z dotychczasowej gromady Falknowo ze zniesionej gminy Piotrkowo w tymże powiecie. Dla gromady ustalono 13 członków gromadzkiej rady narodowej.
1 stycznia 1959 powiat suski przemianowano na powiat iławski.
1 stycznia 1960 do gromady Redaki włączono wsie Grabowice i Piotrkowo, osady Boleszów, Zabłocie, Zofiówka, Osina, Ciemny Staw i Pieńki, leśniczówkę Solniki oraz PGR Januszewo ze zniesionej gromady Piotrkowo, wsie Jakubowo Kisielickie i Krzywiec oraz PGR-y Nowy Folwark i Huta ze zniesionej gromady Jakubowo Kisielickie, a także wieś Brusiny, osadę Brusiny Małe i PGR Fabiany ze zniesionej gromady Olbrachtówko – w tymże powiecie.
Gromada przetrwała do końca 1972 roku, czyli do kolejnej reformy gminnej.